# Distrikt Rosa Panduro
Der Distrikt Rosa Panduro liegt in der Provinz Putumayo in der Region Loreto im äußersten Nordosten von Peru. Der Distrikt wurde am 10. April 2014 aus Teilen des Distrikts Putumayo gebildet. Am 5. Mai 2014 wurde der Distrikt Rosa Panduro aus der Provinz Maynas ausgegliedert und der neu gegründeten Provinz Putumayo zugeschlagen. Benannt wurde der Distrikt nach Rosa Panduro (1918–1989), einer Kriegsheldin im Peruanisch-Ecuadorianischen Krieg.
Die Distriktfläche beträgt 7157 km². Beim Zensus 2017 wurden 603 Einwohner gezählt. Die Distriktverwaltung befindet sich in der 134 m hoch gelegenen Ortschaft Santa Mercedes mit 290 Einwohnern (Stand 2017). Santa Mercedes befindet sich 110 km nordwestlich der Provinzhauptstadt San Antonio del Estrecho.

## Geographische Lage
Der Distrikt Rosa Panduro liegt im zentralen Westen der Provinz Putumayo. Der Río Putumayo, Grenzfluss zum nordöstlich und östlich gelegenen Kolumbien, verläuft entlang der Distrikt- und Staatsgrenze nach Südosten. Dessen rechte Nebenflüsse Río Campuya und Río Ere durchqueren den Norden bzw. den Süden des Distrikts in überwiegend südöstlicher Richtung.
Der Distrikt Rosa Panduro grenzt im Südwesten an die Distrikte Putumayo, Napo und Distrikt Torres Causana (die beiden zuletzt genannten Distrikte gehören zur Provinz Maynas), im Nordwesten an den Distrikt Teniente Manuel Clavero sowie im Nordosten und Osten an Kolumbien.